# Parallelia armata
Parallelia armata är en fjärilsart som beskrevs av Embrik Strand 1914. Parallelia armata ingår i släktet Parallelia och familjen nattflyn. Inga underarter finns listade i Catalogue of Life.